# Народна республіканська грецька ліга
Народна республіканська грецька ліга (грец. Εθνικός Δημοκρατικός Ελληνικός Σύνδεσμος) (скорочено ЕДЕС (грец. ΕΔΕΣ) — одна з найбільших армій Руху Опору в Греції під час німецької окупації в період Другої світової війни. Ще під час війни ЕДЕС вступила в суперечку з комуністичним Національно-визвольним фронтом Греції, що до  1946 році переросло у громадянську війну, в якій ЕДЕС здобула перемогу.

## Ідеологія
Народна республіканська грецька ліга заснована 9 вересня 1941 року колишнім офіцером грецької армії Наполеоном Зервасом. Вона була республіканською організацією, антикомуністичною, і виступала проти повернення монархії в Грецію (див. Грецьке королівство).
Номінальним політичним головою організації був Ніколаос Пластірас, що перебував на той час у Франції. Друг і помічник Пластіраса Комнін Піромаглу вирішив, що ЕДЕС буде боротися проти окупантів і проти повернення екзильного короля Георга II. Незабаром він прибув до Афін, де створили виконавчий комітет у складі 5 членів (Комнін Піромаглу був представником секретаря Ніколаоса Пластіраса).
Організації вдалося встановити зв'язок із британським штабом у Каїрі з метою отримання зброї і підтримки Великої Британії. Однак британці підтримували короля Георга, і ЕДЕС 1942 року переходить на про-монархічні позиції.

## Початок збройного опору
Національно-визвольний фронт Греції створює Народно-визвольна армія Греції і ЕДЕС намагається йти на контакт з комуністами, але переговори не мали успіху через вимоги комуністів злиття EAM та ЕДЕС і недовіру до британців. Головною областю дій ЕДЕС стає історична область Епіру.
Проте незабаром ЕДЕС і ЕЛАС почали діяти спільно із SOE (організація Сполученого Королівства, що спеціалізувалась на шпигунстві і саботажі). Операція була успішною і підняла популярність опору, але і створила нові суперечки між ЕЛАС і ЕДЕС (Британія високо оцінила допомогу Зерваса і недооцінила комуністів).

## Звинувачення у співпраці з окупантами
ЕЛАС безпідставно звинуватила ЕДЕС у співпраці з німцями. Скоріше за все, це було зроблене для того, щоб мати підстави для війни з організацією, що не подобалася комуністам про-західною і про-монархічною орієнтацією. І ще, можливо, через те що один з лідерів ЕДЕС Стіліанос Ґонатос підтримував охоронні батальйони грецьких колабораціоністів і закликав молодих офіцерів вступати в них.

## Перший конфлікт ЕЛАС і ЕДЕС
1943 року ЕЛАС атакувало ЕДЕС. Через агресію комуністичних сил ЕДЕС пішла на перемир'я з Німеччиною і домовилися про спільні дії проти ЕЛАС.